# Jacob Östberg (präst)
Jacob Östberg, född 11 februari 1775 i Vårdnäs församling, Östergötlands län, död 11 januari 1857 i Mogata församling, Östergötlands län, var en svensk präst och riksdagsman.

## Biografi
Jacob Östberg föddes 1775 på Västerby säteri i Vårdnäs församling som son till en sergeant vid Livgrenadjärregementet. Östberg blev 1796 student vid Uppsala universitet och 1798 vid Lunds universitet. Han blev filosofie magister vid Lunds universitet 1802 och prästvigdes 1802, varefter han blev pastorsadjunkt i Landeryds församling. Han var även vice kollega vid Linköpings trivialskola från 1805. År 1806 blev han ordinarie kollega vid trivialskolan. Östberg blev 1807 kyrkoherde i Hedvigs församling och 1811 kyrkoherde i Mogata församling. År 1802 blev han prost och 1821 vice kontraktsprost över Hammarkinds kontrakt. Från 1822 var han ordinarie kontraktsprost över kontraktet. Från 1824 var han även inspektor vid Söderköpings trivialskola och år 1820 statsrevisor. Östberg avled 1857 på Djursnäs pastorsboställe i Mogata församling.
Östberg var riksdagsman vid riksdagen 1823, riksdagen 1828–1830 och urtima riksdagen 1834–1835. Han var även ledamot av Pro Fide et Christianismo, Kungliga Patriotiska Sällskapet, Östergötlands Hushållningssällskap och Linköpings stifts bibelsällskap.

### Familj
Östberg gifte sig med Christina Catharina Ekeqvist. Hon var dotter till handlanden Claës Ekeqvist och Ulrica Nyberg i Norrköping. De fick tillsammans barnen Fredrik Östberg (född 1808), Jacob Österberg (född 1811), Ulrica Jacobina Österberg (född 1809), Hedvig Christina Österberg (född 1813) och Charlotta Wilhelmina Österberg (född 1814).